# Coniopteryx (Coniopteryx) unispinalis
Coniopteryx (Coniopteryx) unispinalis is een insect uit de familie van de dwerggaasvliegen (Coniopterygidae), die tot de orde netvleugeligen (Neuroptera) behoort. 
Coniopteryx (Coniopteryx) unispinalis is voor het eerst wetenschappelijk beschreven door Z.-q. Liu & C.-k. Yang in C. Yang & Liu in 1994.